# جوناس فالانتشيوناز
جوناس فالانتشيوناز مواليد 6 مايو 1992 في أوتينا، هو لاعب كرة سلة محترف ليتواني بدأ مسيرته الاحترافية في سنة 2008 حيث تم اختياره من قبل فريق تورونتو رابتورز خلال الدرافت، يلعب مع فريق تورونتو رابتورز في الرابطة الوطنية لكرة السلة كلاعب وسط ويحمل الرقم 17. يبلغ طوله 7 قدم 0 بوصة (2.1 م). مثّل منتخب بلاده. شارك في مسابقة كرة السلة في الألعاب الأولمبية الصيفية. أحرز المركز الثاني مع المنتخب في بطولة أمم أوروبا لكرة السلة 2013.

## فرق لعب لها
- ليتوفوس رايتس
- تورونتو رابتورز

## إحصائيات المسيرة

### الرابطة الوطنية لكرة السلة

#### الموسم الاعتيادي
| السنة   | الفريق          | لعب | بدأ | دقيقة | ميداني% | ثلاثية | حرة  | ارتداد | صنع | استلاب | تصدي | نقطة |
| ------- | --------------- | --- | --- | ----- | ------- | ------ | ---- | ------ | --- | ------ | ---- | ---- |
| 2012–13 | تورونتو رابتورز | 62  | 57  | 23.9  | .557    | .000   | .789 | 6.0    | .7  | .3     | 1.3  | 8.9  |
| 2013–14 | تورونتو رابتورز | 81  | 81  | 28.2  | .531    | .000   | .762 | 8.8    | .7  | .3     | .9   | 11.3 |
| 2014–15 | تورونتو رابتورز | 80  | 80  | 26.2  | .572    | .000   | .786 | 8.7    | .5  | .4     | 1.2  | 12.0 |
| 2015–16 | تورونتو رابتورز | 60  | 59  | 26.0  | .565    | .000   | .761 | 9.1    | .7  | .4     | 1.3  | 12.8 |
| المسيرة |                 | 283 | 277 | 26.2  | .556    | .000   | .774 | 8.2    | .6  | .4     | 1.1  | 11.3 |

#### التصفيات
| السنة   | الفريق          | لعب | بدأ | دقيقة | ميداني% | ثلاثية | حرة  | ارتداد | صنع | استلاب | تصدي | نقطة |
| ------- | --------------- | --- | --- | ----- | ------- | ------ | ---- | ------ | --- | ------ | ---- | ---- |
| 2014    | تورونتو رابتورز | 7   | 7   | 28.6  | .633    | .000   | .636 | 9.7    | .3  | .0     | 1.0  | 10.9 |
| 2015    | تورونتو رابتورز | 4   | 4   | 26.5  | .500    | .000   | .875 | 9.3    | .5  | .5     | .3   | 11.3 |
| 2016    | تورونتو رابتورز | 12  | 10  | 26.8  | .567    | .000   | .744 | 10.8   | .9  | .8     | 1.2  | 13.8 |
| المسيرة |                 | 23  | 21  | 27.3  | .570    | .000   | .725 | 10.2   | .7  | .5     | 1.0  | 12.4 |

## روابط خارجية
- جوناس فالانتشيوناز على موقع الاتحاد الدولي لكرة السلة (الإنجليزية)
- جوناس فالانتشيوناز على موقع الدوري الأوروبي لكرة السلة (الإنجليزية)
- جوناس فالانتشيوناز على موقع إن بي أي (الإنجليزية)
- جوناس فالانتشيوناز على موقع سبورتس رفرنس (الإنجليزية)
- جوناس فالانتشيوناز على موقع كرة السلة الأوروبية.كوم (الإنجليزية)
- جوناس فالانتشيوناز على موقع إي إس بي إن.كوم (الإنجليزية)
- جوناس فالانتشيوناز على موقع ريلجم (الإنجليزية)
- جوناس فالانتشيوناز على موقع بروبوليرز (الإنجليزية)
- جوناس فالانتشيوناز على موقع سبورتس رفرنس (الإنجليزية)
- جوناس فالانتشيوناز على موقع أوليمبيديا (الإنجليزية)